# Joliot-Curie (krater)
Joliot-Curie är en nedslagskrater med en diameter på 91 kilometer, på planeten Venus. Joliot-Curie har fått sitt namn efter den franska fysikern och kemisten Irène Joliot-Curie.